# Raymond Baché
 (avril 2014).
Améliorez-le ou discutez des points à vérifier. 
Raymond Baché, né le 1er septembre 1947 à Estagel et mort 18 décembre 2016 à Paris, est un athlète international français, spécialiste du lancer de disque, détenteur du recordman de France de 1969 à 1970. Sélectionné 16 fois en équipe de France, champion de France junior, il se classe 7e des Championnats d'Europe juniors de 1966. Champion de France militaire en 1968, il se classe 4e des championnats du monde militaires de 1968.

## Biographie
Sélectionné à 16 reprises en équipe de France d'athlétisme, il a amélioré le record de France du lancer du disque le 12 juillet 1969 à La Baule avec 56,54 m, détrônant Pierre Alard, détenteur du record national depuis 1959.
Après avoir réalisé un jet de 58,10 m à l'I.N. Sports le 27 mai 1972, ce lancer n'a pu être homologué à cause des officiels défaillants (voir l'Équipe) comme nouveau record national.
Ray Baché mesurait 1,87 m pour 94 kilos en 1969. Il présentait une vitesse d’exécution et une technique de haut niveau.
Il pratiqua comme autre sport le rugby, en tant que troisième-ligne, dans les clubs de l'U.S.A. Perpignan 1963/65, et R.C. de France 1966/67. Capitaine des équipes cadets-juniors, il a été sélectionné universitaire ; il faisait partie des meilleurs espoirs français.
Membre de la LIGUE NATIONALE DE RUGBY, Commission de Discipline de la L.N.R.
Membre de l'Asup Perpignan puis du Racing Club de France, Ray Baché a été professeur d'éducation physique et sportive et a exercé les fonctions d’entraîneur national et de maître d’armes à l’Assemblée nationale ainsi qu'au R.C France durant les années 1980.
Par la suite, il a vécu une expérience de Coach au lycée français de Los Angeles et à l'Université de l'U.C.L.A aux États-Unis.
Aujourd'hui, il poursuit une carrière d'administrateur de biens et de chef d’entreprise dans l’investissement immobilier.
Ray Baché a été diplômé de l'Institut National des Sports, "Maîtrise d'Armes" 16 juin 1971, et de la Faculté de Vincennes
Père de 2 enfants, Roxane (née le 19 janvier 1987) et Edouard (né le 9 mars 1990), il a été décoré de la Médaille de Bronze de la Jeunesse et des Sports, le 14 juillet 1979.
En outre, il s'est spécialisé en tant que consultant dans les relations publiques internationales, ainsi que dans le milieu sportif.